# Чеково (Владимирская область)
Чеково — село в Юрьев-Польском районе Владимирской области России, входит в состав Небыловского сельского поселения.

## География
Село расположено в 10 км на юго-запад от центра поселения села Небылое и в 36 км на юго-восток от райцентра города Юрьев-Польский.

## История
В первой половине XVII столетия Чеково значится в книгах патриаршего казённого приказа вотчиной князя Ивана Васильевича Голицына, а со второй половины XVII столетия — вотчиной московского Большого Успенского собора. В указанных патриарших книгах под 1628 годом в селе Чекове значится церковь великого чудотворца Николая, а под 1677 годом — церковь в вотчине Большого Успенского собора. В 1713 году к деревянной церкви святого и чудотворного Николая пристроен был деревянный придел — в честь преподобного Сергия, Радонежского чудотворца. В 1781 году эта церковь сгорела, на её место прихожанами куплена была в селе Спасском-Савёловых деревянная же церковь, которая перевезена в 1781 году и в том же году освящена была в честь святого и чудотворного Николая, а придел — во имя преподобного Сергия, Радонежского чудотворца; существовала эта церковь до 1822 года. В 1822 году деревянная Николаевская церковь за ветхостью была разобрана; вместо неё усердием прихожан в том же году построена была каменная теплая церковь — во имя тех же угодников божьих, с каменною колокольнею. В 1836 году усердием прихожан была построена другая каменная холодная церковь — в честь Святой Живоначальной Троицы. В 1886 году обе церкви и колокольня обнесены каменною оградою. В 1896 году приход состоял из села и деревни Васильевка, всех дворов в приходе 215, душ мужског пола 668, женского — 758. В 1885 году в селе была открыта церковно-приходская школа.
В конце XIX — начале XX века село являлось центром Чековской волости Владимирского уезда.
С 1929 года село являлось центром Чековского сельсовета Юрьев-Польского района, с 1935 года — Небыловского района, с 1965 года вновь в составе Юрьев-Польского района.

## Население
| 1859 | 1897 | 1905  | 1926  | 2002 | 2010 | 2021 |
| ---- | ---- | ----- | ----- | ---- | ---- | ---- |
| 769  | ↗907 | ↗1097 | ↗1121 | ↘553 | ↘442 | ↘376 |

## Современное состояние
В селе расположены филиал № 1 МБОУ «Небыловская средняя общеобразовательная школа», фельдшерско-акушерский пункт, отделение связи, сельхозпредприятие СПК "Невежино"

## Достопримечательности
В селе находится полуразрушенная Церковь Троицы Живоначальной (1822).